# Aires historiques de Baekje
Les aires historiques de Baekje regroupent 8 sites situés dans l'ouest de la Corée du Sud à Gongju, Buyeo et Iksan qui ont été classés dans la liste du patrimoine mondial de l'UNESCO en 2015. Ils sont représentatifs de la dernière période du royaume de Baekje entre les années 475 et 660. Ce sont les forteresses Gongsanseong et Busosanseong,  les temples Jeongnimsa et Mireuksa, les tombes royales de Songsan-ri et de Neungsan-ri, les remparts de Naseong et les sites archéologiques de Wanggung-ri et de Gwanbuk-ri.

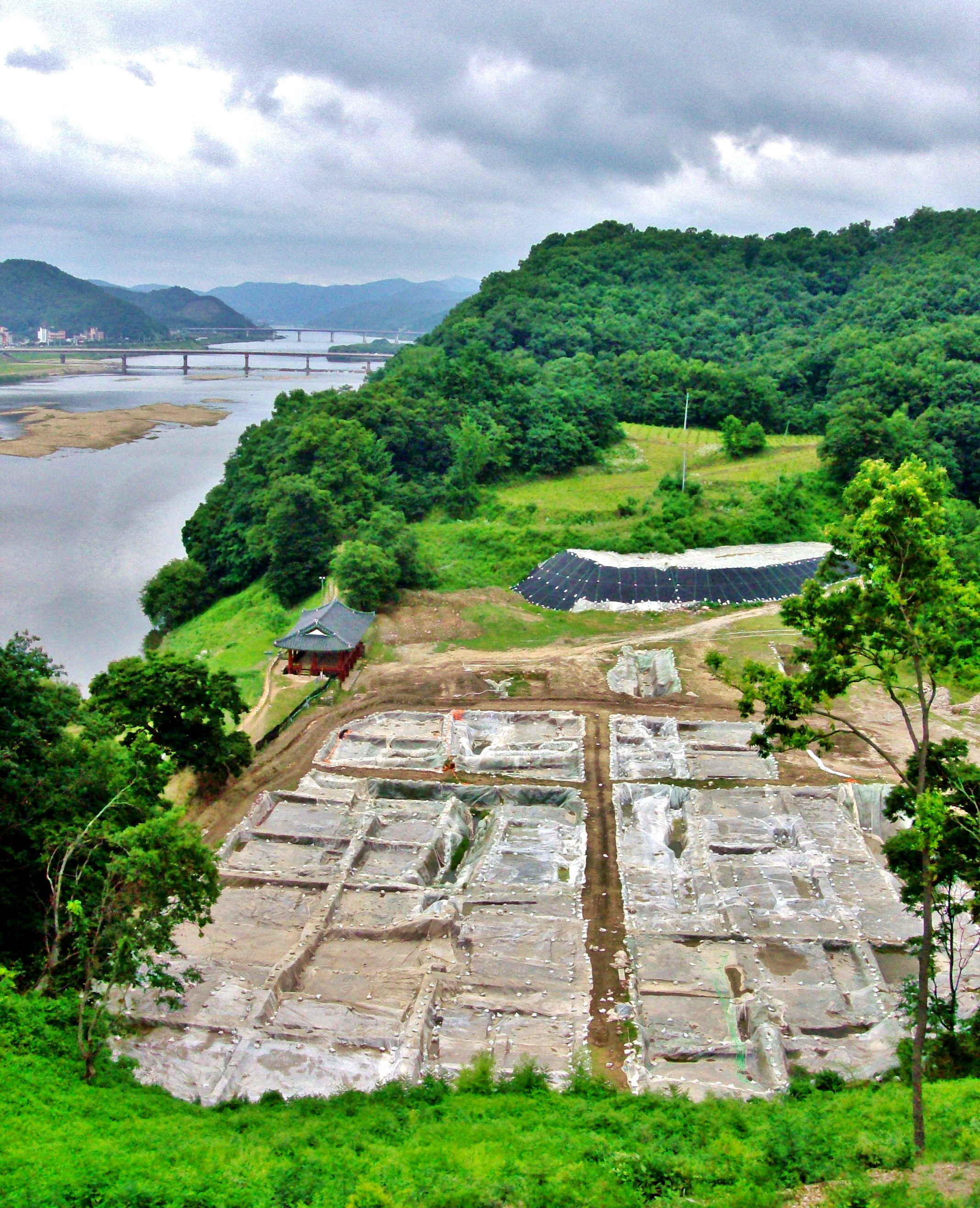
Site archéologique à Gongsanseong